# المنقاف (مذيخرة)

تعديل مصدري - تعديل

المنقاف محلة تابعة لقرية الهبن، التابعة لعزلة الافيوش بمديرية مذيخرة إحدى مديريات محافظة إب في الجمهورية اليمنية، بلغ تعداد سكانها 166 حسب تعداد اليمن لعام 2004.